# Grosse Pointe (Michigan)
Cet article concerne la ville de Grosse Pointe. Pour les communautés voisines homonymes, voir Grosse Pointe.
La ville de Grosse Pointe est située dans l’État américain du Michigan, dans le comté de Wayne. C'est une banlieue de Détroit. Sa population est de 5 670 habitants.
Le village de Grosse Pointe date de 1880 et incluait Grosse Pointe Farms (les fermes de Grosse Pointe). Les limites de la  commune ont été définies en 1893. C'est une ville depuis 1934.

## Personnalités liées à la commune
- Vanessa O'Brien, exploratrice, alpiniste et participante à un vol suborbital américano-britannique, est née à Grosse Pointe.